# Bufo guentheri
Bufo guentheri és una espècie d'amfibi que viu a la República Dominicana i a Haití.
Està amenaçada d'extinció per la pèrdua del seu hàbitat natural.